# Robert Pražák
Robert Pražák, né le 2 décembre 1892 et mort le 16 mai 1966, est un gymnaste artistique tchécoslovaque. Il participe à deux éditions des Jeux olympiques, à Anvers en 1920, et à Paris en 1924.

## Carrière
Robert Pražák remporte trois médailles olympiques, toutes en argent aux Jeux de 1924 à Paris : la première aux anneaux derrière l'Italien Francesco Martino, la deuxième aux barres parallèles derrière le Suisse August Güttinger et sa troisième au concours général individuel, devançant son compatriote Bedřich Šupčík et devancé par le Yougoslave Leon Štukelj. Il avait fini au pied du podium à Anvers en 1920 au concours par équipes.
Il ne remporte pas de médailles aux championnats du monde, et ne dispute pas d'éditions des championnats d'Europe de gymnastique artistique qui ne sont créés qu'en 1955. Il décède le 16 mai 1966 à 73 ans.